# منتخب غينيا الإستوائية تحت 20 سنة لكرة القدم
منتخب غينيا الاستوائية تحت 20 سنة لكرة القدم هو ممثل غينيا الاستوائية الرسمي في المنافسات الدولية في كرة القدم في فئة كرة قدم تحت 20 سنة للرجال
.